# 30 karatów szczęścia
30 karatów szczęścia – polski film fabularny z 1936 roku.

## Obsada
- Adolf Dymsza - Dodek
- Jadwiga Andrzejewska - Zośka
- Józef Orwid - Pikulski
- Władysław Grabowski - detektyw Raczek
- Ludwik Fritsche - lokaj
- Irena Skwierczyńska - Marcinowa
- Eugeniusz Koszutski - pogromca
- Maria Chmurkowska - aktorka
- Wanda Jarszewska - Dobrowolska
- Wiktor Kazimierczak - magik
- Aleksander Suchcicki - pomocnik magika
- Janina Wilczówna
- Janina Brochwiczówna[1]